# それからの武蔵 (1981年のテレビドラマ)
『それからの武蔵』（それからのむさし）は、1981年1月2日に東京12チャンネル（現：テレビ東京）の12時間超ワイドドラマ（のち新春ワイド時代劇）で放送されたテレビドラマである。主演は萬屋錦之介。

## 概要
原作は小山勝清の『それからの武蔵』。巌流島の決闘から没するまでの宮本武蔵を描いた作品である。
1979年1月2日に東京12チャンネル開局15周年記念の一環として映画『人間の條件』、翌1980年1月2日に映画『宮本武蔵・5部作』（中村錦之助版）が一挙放送され、その反響の大きさから制作された12時間超のオリジナルドラマの最初の作品である。
主演の萬屋錦之介は中村錦之助時代で、前出の東映映画『宮本武蔵』に主演、当作品で武蔵のほぼ全生を演じきったことになる。
この作品以降テレビ東京で、オリジナル作品の12時間超ワイドドラマ（新春ワイド時代劇）を放送するようになった。
後に『徳川剣豪伝 それからの武蔵』（1996年、北大路欣也主演）でリメイクされた。
テレビ東京に社名を変更した直後の1981年10月6日から12月29日に、全13回に再編集され記念放送された。 
2003年7月25日にはDVDが販売された（全6巻）。2016年11月23日からBSジャパンで再編集版が放送された。
CSの時代劇専門チャンネルでも本作はたびたび放送されている。

## キャスト
- 宮本武蔵：萬屋錦之介
- 宮本伊織：島英津夫
- 徳川家光：目黒祐樹
- 細川忠興：松下達夫
- 細川忠利：仲谷昇
- 細川光尚：石田信之
- 土井利勝：河合絃司
- 松平伊豆守：平田昭彦
- 柳生飛騨守：大下哲矢
- 長岡佐渡：内藤武敏
- 長岡寄之：鹿島信哉
- 由井正雪：伊達正三郎
- 丸目蔵人佐：辰巳柳太郎
- 松山主水：亀石征一郎
- 高田又兵衛：竜崎勝
- 林外記：石山雄大
- 阿部弥一右衛門：香川良介
- 阿部弥五兵衛：小野武彦
- 阿部権兵衛：小沢象
- 阿部市太夫：大村一郎
- 田原森都：中村嘉葎雄
- 寺尾新太郎：岡本富士太
- 木村又蔵：勝部演之
- 大川平蔵：五味龍太郎
- 寒池和尚：今福将雄
- 寺尾求馬助（信行）：佐藤仁哉
- 塩田浜之助：若林豪
- 竹内数馬：矢吹二朗
- 尾藤金右衛門：小林昭二
- 神尾内記：川合伸旺
- 雷電源太郎：中村光輝（現・三代目中村又五郎）
- 鴨甚内→山川蒼竜軒：山谷初男
- 大淵和尚：加藤嘉
- 岸孫六：峰岸徹
- 岩田富岳：御木本伸介
- 内藤長十郎：野村義男
- お悠（悠姫）：宇津宮雅代
- お孝：酒井和歌子
- お松：音無美紀子
- 由利姫：梶芽衣子
- おりん：江波杏子
- おきぬ：吉田美鈴
- おたみ：浦里はる美
- 助川：斉木信博
- おさと：山口奈美
- 黒田左膳：中山昭二
- 小笠原忠真：松本朝夫
- お光：井原千寿子
- お浪：小泉比蕗子
- 永国：橋本宣三
- 雪江：古澤久子
- 青木粂右衛門：大沢萬之价
- 原新兵衛：宮口二郎
- おそで：島桂子
- 与市：物部勝美
- 江口源之進：内田哲平
- おまさ：住吉エミ子
- 花井常四郎：野本博
- 都甲金平：折尾哲郎
- 常観阿闍梨：北九州男
- 覚善坊：大東梁佶
- 有吉頼母：杉江廣太郎
- 大日坊：佃文伍郎
- 岡部：林寛一
- お千の方：水乃麻規子
- 千代：加賀美博美
- 氏井孫四郎：伊吹剛
- 綾：木村弓美
- 櫛山左衛門：潮万太郎
- 春山：藤巻潤
- ナレーター：鈴木瑞穂

## 各話タイトル

### 再編集版
- 第1話：巌流一門の復讐
- 第2話：対決二刀流
- 第3話：密告者の罠
- 第4話：曠野の大殺陣
- 第5話：五條河原の決闘
- 第6話：激闘・毘沙門岳
- 第7話：浪人館の襲撃
- 第8話：江戸城・家光との対決
- 第9話：長崎に渦巻く焔
- 第10話：宿命の御前試合
- 第11話：剣聖・孤絶の闘い
- 第12話：武士道無残・阿部一族
- 第13話：二天一流達磨を斬る

## スタッフ
- 原作：小山勝清『それからの武蔵』
- プロデューサー：神山安平、中岡潔治
- 脚本：沢島正継、岡本育子、下飯阪菊馬
- 監督：沢島正継、大洲齋、松島稔
- 音楽：木下忠司
- 殺陣：松尾玖治、錦耀会
- 協力：生田スタジオ
- 製作：東京12チャンネル（再編版はテレビ東京）、中村プロダクション

## DVD
いずれも2003年7月25日発売。
- それからの武蔵 DVD-BOX
- それからの武蔵 壱之巻
- それからの武蔵 弐之巻
- それからの武蔵 参之巻
- それからの武蔵 四之巻
- それからの武蔵 伍之巻
- それからの武蔵 六之巻